# Island Life
Island Life – album muzyczny jamajskiej piosenkarki Grace Jones wydany w 1985 roku przez Island Records.
Wydawnictwo jest kompilacją największych przebojów Grace Jones, podsumowującą okres jej współpracy z wytwórnią Island. Autorem zdjęcia na okładce jest Jean-Paul Goude – jest to tak naprawdę kolaż kilku osobnych fotografii, jako że prezentowana poza jest przez człowieka niewykonalna. Album promował remiks „Love Is the Drug”. Wydawnictwo osiągnęło sukces komercyjny i jest jednym z najlepiej sprzedających się albumów Grace Jones. Wersja kasetowa wydana w Wielkiej Brytanii zawierała trzy bonusowe ścieżki, a w 1996 roku płytę reedytowano we Francji jako Island Life 2 z czterema dodatkowymi nagraniami.

## Lista utworów
| Strona A 1. „La vie en rose” – 7:25 2. „I Need a Man” – 3:22 3. „Do or Die” – 3:22 4. „Private Life” – 5:10 5. „Love Is the Drug” – 6:02 Strona B 1. „I’ve Seen That Face Before (Libertango)” – 4:29 2. „Pull Up to the Bumper” – 3:38 3. „Walking in the Rain” – 4:18 4. „My Jamaican Guy” – 6:00 5. „Slave to the Rhythm” – 4:22 | Strona A 1. „La vie en rose” 2. „I Need a Man” 3. „Do or Die” 4. „Private Life” – 5:10 5. „I’ve Seen That Face Before (Libertango)” 6. „Demolition Man” 7. „Nipple to the Bottle” Strona B 1. „Love Is the Drug” 2. „Pull Up to the Bumper” 3. „Walking in the Rain” 4. „My Jamaican Guy” 5. „Slave to the Rhythm” 6. „Grace Jones Musclemix” |

### ReedycjaIsland Life 2
1. „La vie en rose” – 7:24
2. „I Need a Man” – 3:22
3. „Do or Die” – 3:22
4. „Private Life” – 5:10
5. „Love Is the Drug” – 6:07
6. „I’ve Seen That Face Before (Libertango)” – 4:28
7. „Pull Up to the Bumper” – 3:40
8. „Walking in the Rain” – 4:18
9. „My Jamaican Guy” – 6:00
10. „Slave to the Rhythm” – 4:20
11. „Pars” – 4:49
12. „Feel Up” – 4:02
13. „Sex Drive” (Sex Pitch Mix) – 7:17
14. „Sex Drive” (Hard Drive Mix) – 5:08

## Notowania i certyfikaty
| Kraj                              | Najwyższa pozycja |
| --------------------------------- | ----------------- |
| Australia                         | 9                 |
| Austria                           | 10                |
| Holandia (MegaCharts)             | 14                |
| Niemcy                            | 22                |
| Norwegia (VG-lista)               | 19                |
| Nowa Zelandia                     | 1                 |
| Stany Zjednoczone (Billboard 200) | 161               |
| Szwajcaria                        | 22                |
| Wielka Brytania (UK Albums Chart) | 4                 |

| Kraj                  | Certyfikat      |
| --------------------- | --------------- |
| Australia (ARIA)      | złota płyta     |
| Austria               | złota płyta     |
| Nowa Zelandia (RMNZ)  | platynowa płyta |
| Wielka Brytania (BPI) | złota płyta     |